# The Press Gang (film 1909)
The Press Gang è un cortometraggio muto del 1909. Il nome del regista non viene riportato nei credit del film.

## Produzione
Il film fu prodotto dalla Lubin Manufacturing Company.

## Distribuzione
Distribuito dalla Lubin Manufacturing Company, il film - un cortometraggio della lunghezza di 192 metri - uscì nelle sale cinematografiche statunitensi il 17 maggio 1909. Nelle proiezioni, veniva programmato con il sistema dello split reel, accorpato in un'unica bobina con un altro cortometraggio prodotto dalla Lubin, il drammatico Faded Flowers.